# International prostate symptoms score
o I-PSS (escore internacional de sintomas prostáticos foi criado pela AUA (Associação Americana de Urologia) no início dos anos 1990 e chamava-se AUA score. Após ser adotado pela Sociedade Internacional de Urologia foi renomeado para IPSS.

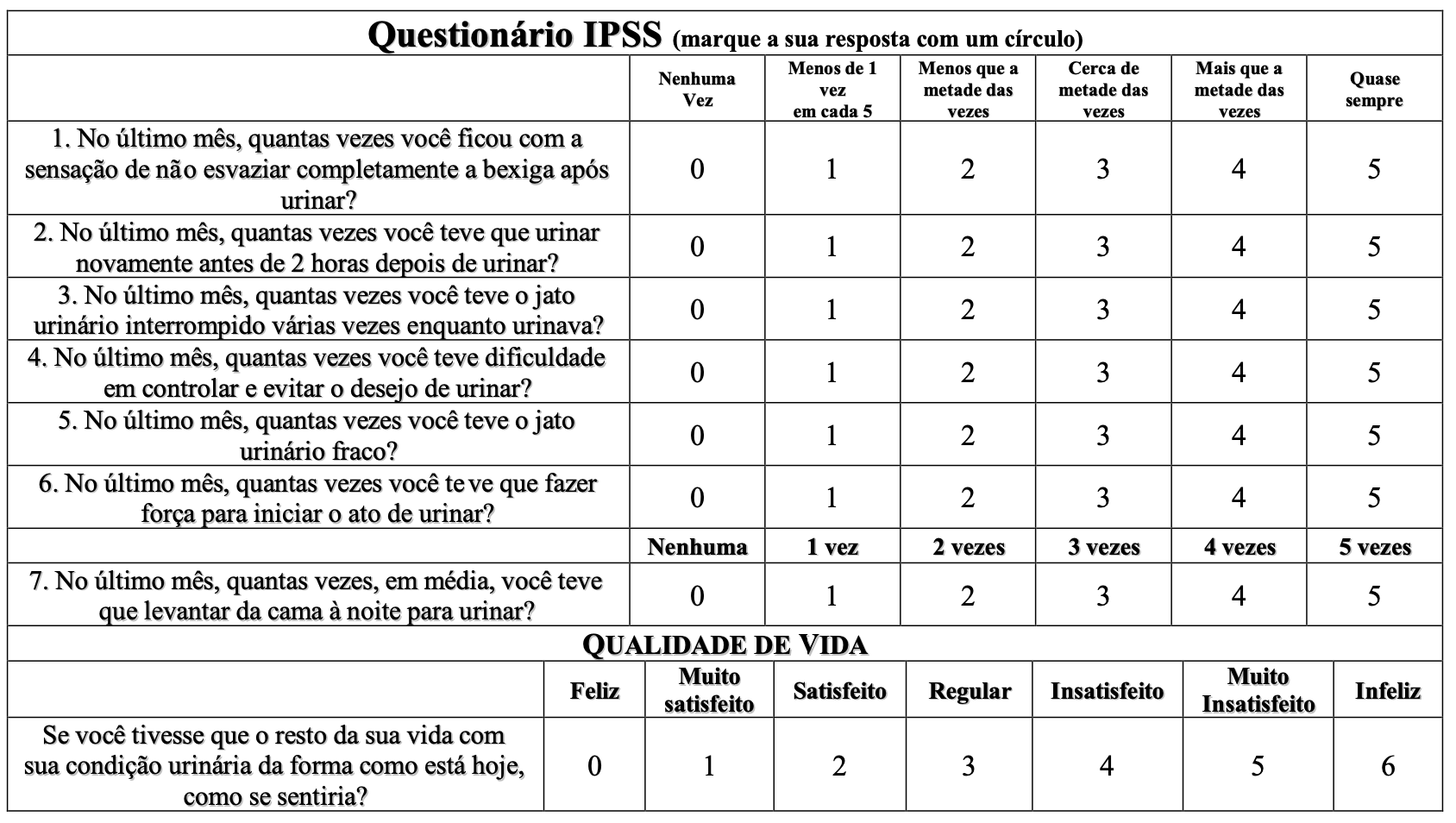
Questionário IPSS para classificação de sintomas urinários.

O escore classifica o paciente em: Sintomas leves (0-7 pontos), Sintomas moderados (8-19) ou Sintomas severos (20-35 pontos.
O paciente responde as perguntas e ao final soma as pontuações. A última pergunta (que não se soma aos pontos acima, trata-se sobre incômodo e qualidade de vida.
O médico pode utilizar o questionário desde a avaliação inicial de um paciente com sintomas urinários baixos (próstata e bexiga) até para avaliar resposta aos tratamentos medicamentosos e cirúrgicos.

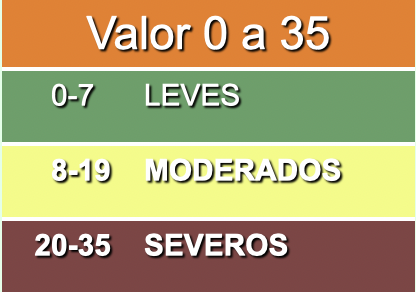
classificação IPSS